# Cy Feuer
Cy Feuer, pseudonimo di Seymour Arnold Feuerman (Brooklyn, 15 gennaio 1911 – New York City, 17 maggio 2006), è stato un compositore statunitense di colonne sonore cinematografiche.

## Oscar alla migliore colonna sonora
Di seguito le nomination all'Oscar alla migliore colonna sonora:
- Tempesta sul Bengala (1939)
- She Married a Cop (1940)
- Hit Parade of 1941 (1941)
- Mercy Island (1942)
- Ice-Capades (1942)